# Undisputed Attitude
Albums de Slayer
Divine Intervention
(1994) Diabolus in Musica
(1998)
Undisputed Attitude est le septième album de Slayer, sorti en 1996. Il s'agit essentiellement d'un album de reprises de groupes punk et hardcore punk ayant influencé le groupe.

## Description
Le groupe reprend des morceaux de Dr. Know, The Stooges (dont la chanson I Wanna Be Your Dog fut changée en I'm Gonna Be Your God, la soumission ne faisant pas partie de la philosophie Slayer), Suicidal Tendencies, Verbal Abuse, Minor Threat ou encore D.R.I..
Pap Smear, dont les chansons Can't Stand You et DDAMM (Drunk Drivers Against Mad Mothers) sont ici reprises, était en fait un projet de punk hardcore mené par Jeff Hanneman, Rocky George (guitariste de Suicidal Tendencies de 1984 à 1995) et Dave Lombardo, batteur emblématique de Slayer, qui reviendra dans le groupe en 2002, avant de le quitter à nouveau en 2013.
À l'origine, Undisputed Attitude devait s'appeler Selected and Exhumed.
À noter que deux versions de cet album existent, celle américaine contenant une reprise de Memories of Tomorrow de Suicidal Tendencies, remplacée par Mr Freeze sur la version européenne. La dernière chanson, Gemini, est une création de Slayer et dans la lignée de Divine Intervention, c'est-à-dire plus lente et lourde que le reste de l'album.
La pochette vient de la volonté de Slayer de rendre hommage à leurs fans.

## Liste des titres
1. Disintegration/Free Money (reprise de Verbal Abuse) - 1:41
2. Verbal Abuse/Leeches (reprise de Verbal Abuse) - 1:58
3. Abolish Government/Superficial Love (reprise de T.S.O.L.) - 1:48
4. Can't Stand You (reprise de Pap Smear) - 1:27
5. DDAMM (Drunk Drivers Against Mad Mothers) (reprise de Pap Smear) - 1:01
6. Guilty of Being White (reprise de Minor Threat) - 1:07
7. I Hate You (reprise de Verbal Abuse) - 2:16
8. Filler/I Don't Wanna Hear It (reprise de Minor Threat) - 2:28
9. Spiritual Law (reprise de D.I.) - 3:00
10. Mr. Freeze (reprise de Dr. Know) - 2:24
11. Violent Pacification (reprise de Dirty Rotten Imbeciles) - 2:38
12. Richard Hung Himself (reprise de D.I.) - 3:32
13. I'm Gonna Be Your God (reprise de The Stooges) - 2:58
14. Gemini - 4:53

## Composition du groupe
- Tom Araya - chant, basse
- Jeff Hanneman - guitare
- Kerry King - guitare
- Paul Bostaph - batterie